# Nomada litigiosa
Nomada litigiosa är en biart som beskrevs av Giovanni Gribodo 1893.
Nomada litigiosa ingår i släktet gökbin och familjen långtungebin. Inga underarter finns listade i Catalogue of Life.